# Angela Krewani
Angela Krewani (* 26. Juli 1960 in Düsseldorf) ist eine deutsche Medienwissenschaftlerin.

## Leben
Nach dem Studium der Anglistik, Anglo-Amerikanischer Geschichte und Politologie an der Universität zu Köln war sie ab 1989 wissenschaftliche Mitarbeiterin an der Universität Siegen. Nach der Promotion 1992 war sie ab 1999 Hochschuldozentin für Literatur- und Medienwissenschaft an der Universität Siegen. Nach der Habilitation 1998 ist sie seit 2003 Professorin für Medienwissenschaft und digitale Medien an der Philipps-Universität Marburg.
Ihre Forschungsschwerpunkte sind Digital and Media Art, (Medien)Autorschaften, Medienökologien, British and North-American Media und Kulturen des Hybriden.

## Schriften (Auswahl)
- Moderne und Weiblichkeit. Amerikanische Schriftstellerinnen in Paris. Heidelberg 1993, ISBN 3-8253-0150-8.
- Hybride Formen. New British Cinema - Television Drama - Hypermedia. Trier 2001, ISBN 3-88476-445-4.
- Medienkunst. Ästhetik-Theorie-Praxis. Trier 2016, ISBN 978-3-86821-667-7.
- mit Karen A. Ritzenhoff (Hg.): The apocalypse in film. Dystopias, disasters, and other visions about the end of the world. London 2016, ISBN 978-1-4422-6027-6.